# Rathaus der Verbandsgemeinde Offenbach an der Queich
Das Rathaus der rheinland-pfälzischen Verbandsgemeinde Offenbach an der Queich ist ein denkmalgeschütztes Gebäude, das 1977 bis 1979 nach Plänen des Landauer Architekten Eduard Arnold erbaut wurde. Wegen seines schlechten Bauzustands wurde es 2022 durch einen Neubau ersetzt und soll abgebrochen werden.

## Beschreibung

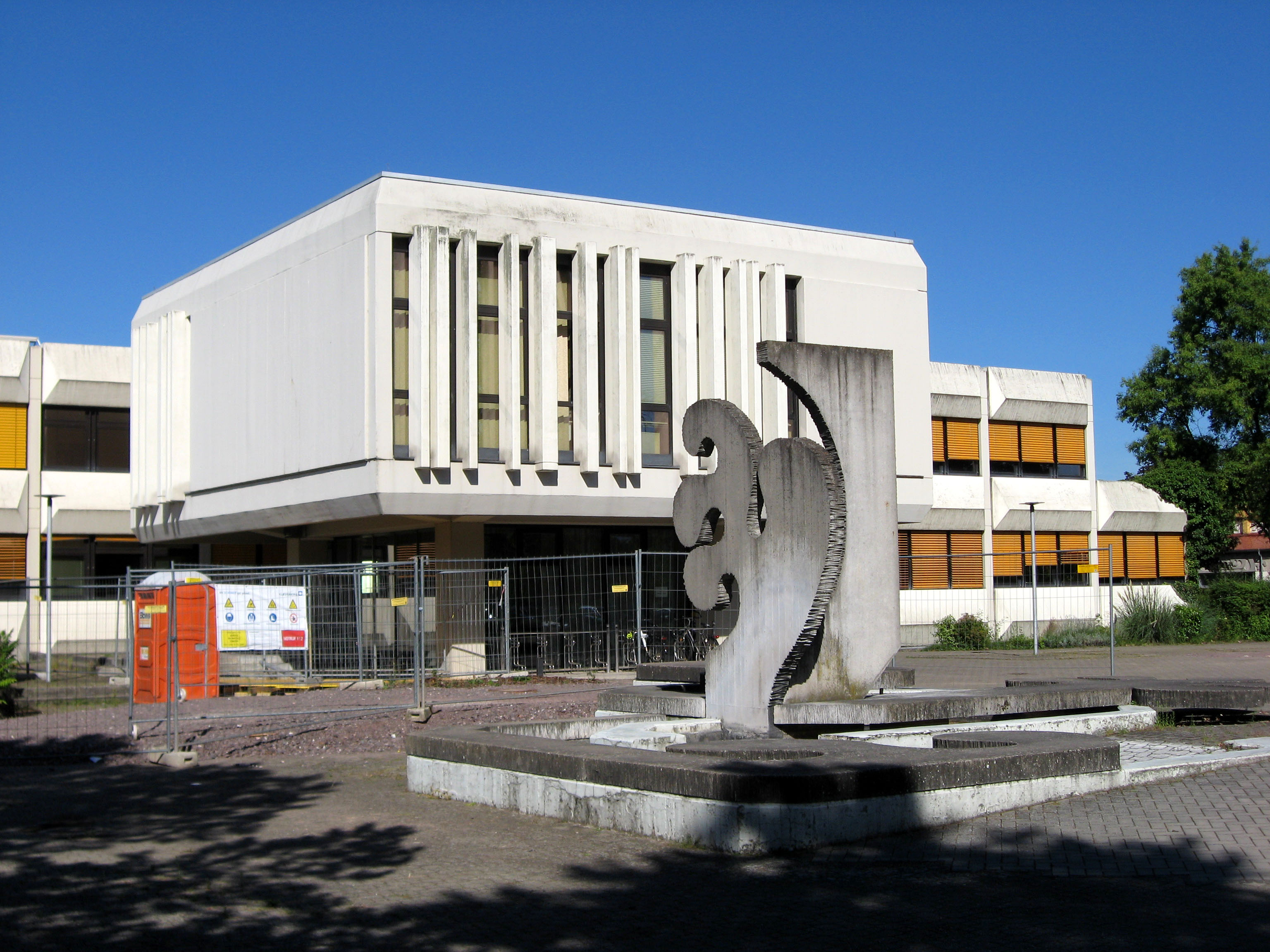
Brunnenskulptur von Karl-Heinz Deutsch, dahinter der Ratssaal

Der zweigeschossige Stahlbetonskelettbau besteht aus zwei rechteckigen Baukörpern, die leicht zueinander versetzt sind. Verknüpft werden sie durch einen dreigeschossigen Erschließungsbereich, in dem das Treppenhaus und der nachträglich ergänzte Aufzug untergebracht sind. Von dort wird auch der ursprünglich frei aufgeständerte, nahezu quadratische Ratssaal im Obergeschoss erschlossen. Durch seine Stellung quer zum Gebäude und die markanten Betonlamellen an den Fenstern prägt er die Hauptansicht des Gebäudes vom Rathausplatz aus.
Die Innenräume sind weitgehend variabel gestaltbar. Verändert wurde die ursprüngliche Gebäudegestalt durch den Einbau eines Trauzimmers unterhalb des Ratssaals sowie durch den Anbau von weiteren Räumen an den südlichen Gebäudeteil.
Den Eingangsbereich des Gebäudes, den Vorraum des Ratssaals und dessen Boden schmücken Betonreliefs von Karl-Heinz Deutsch. Auf dem vom Architekten entworfenen Rathausplatz befindet sich eine ebenfalls von Deutsch entworfene Brunnenskulptur.

## Geschichte

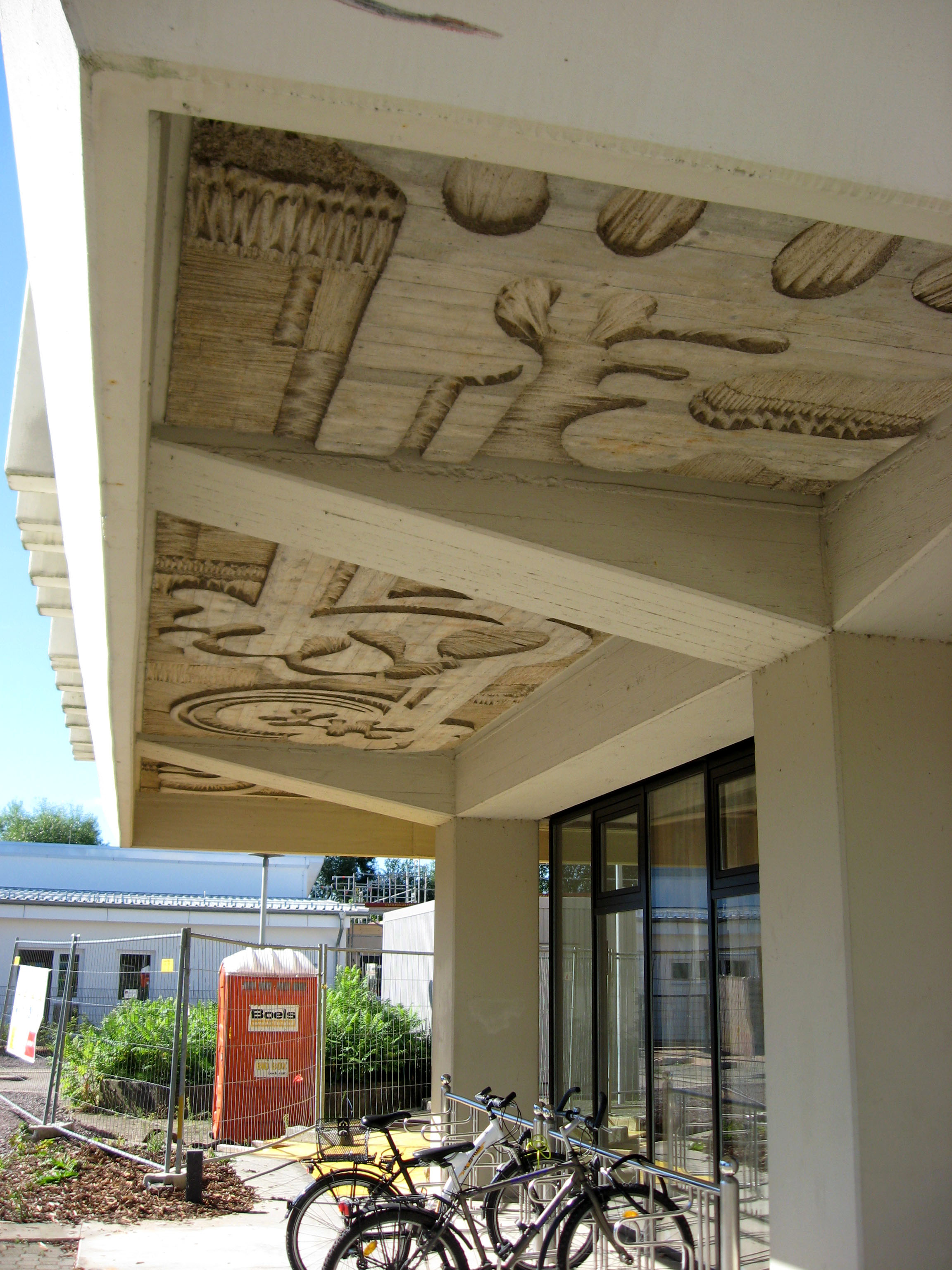
Betonreliefs von Karl-Heinz Deutsch an der Unterseite des Ratssaals

Nach der Bildung der Verbandsgemeinde Offenbach an der Queich 1971 war die Verwaltung zunächst provisorisch in einem Gebäude in der Offenbacher Mozartstraße untergebracht.
Den Architektenwettbewerb für den Neubau des Rathauses einschließlich der Freiraumplanung gewann der Landauer Architekt Eduard Arnold, für die Kunst am Bau wurde der Bildhauer Karl-Heinz Deutsch beauftragt. 1977 wurde mit dem Bau begonnen, 1979 war er bezugsfertig. Zwei an den Stil des Architektenentwurfs angepasste Erweiterungen wurden in den Folgejahren ausgeführt. 1993 wurde unter dem Ratssaal ein Trauzimmer eingebaut. Ein Anbau mit acht weiteren Büroräumen folgte zwischen 2000 und 2002.
Ab 2010 traten die baulichen Mängel des Gebäudes immer deutlicher zutage. Undichtigkeiten im Deckenbereich und Kältebrücken in der Fassade führten zur Schimmelbildung in mehreren Büroräumen und die unzureichende Kellerabdichtung zu Korrosionsschäden an Gebäude und Inventar. Wegen der hohen zu erwartenden Sanierungskosten beriet der Verbandsgemeinderat neben einer Sanierungslösung auch über einen Neubau.
2015 entschied sich der Verbandsgemeinderat für den Neubau des Rathauses auf dem direkt östlich angrenzenden Freigelände. Das auf Verwaltungsgebäude spezialisierte Architektenbüro Lieb + Lieb gewann den Architektenwettbewerb. Nach der Fertigstellung des Neubaus soll der Altbau abgebrochen werden.
Um den Abbruch des Gebäudes zu verhindern, beantragten der Architekt Eduard Arnold und der Bildhauer Karl-Heinz Deutsch bei der Denkmalbehörde die Unterschutzstellung des Gebäudes. Sie erfolgte im August 2016, mit der Begründung, das Rathaus besitze „Pop-Art-Elemente und sei Ausdruck der Architektur der 70er-Jahre“. Die Denkmalzone umfasst auch die für den Neubau vorgesehene Freifläche einschließlich des von Karl-Heinz Deutsch entworfenen Brunnens. Nur drei Tage nach der Unterschutzstellung genehmigte die Kreisverwaltung des Landkreises Südliche Weinstraße den Abbruch des Gebäudes, da dieses „erhebliche bautechnische Mängel“ aufweise und „ein Neubau günstiger als eine Sanierung“ sei. In der Abrissgenehmigung wurde festgelegt, dass die Betonreliefs von Karl-Heinz Deutsch zu erhalten sind.
Der 6,5 Millionen Euro teure Neubau in unmittelbarer Nähe wurde im Juli 2022 eingeweiht. Die Zukunft des alten Rathauses bleibt unklar, ein (Teil-)Abriss erscheint aber wahrscheinlich.